# Lasianthaea squarrosa
Lasianthaea squarrosa là một loài thực vật có hoa trong họ Cúc. Loài này được K.M.Becker mô tả khoa học đầu tiên năm 1979.